# Larry Wallis
Larry Wallis (* 19. Mai 1949 in England; † 19. September 2019) war ein britischer Rockgitarrist, Songwriter und Musikproduzent.

## Karriere
Wallis gründete 1968 seine erste Band namens The Entire Sioux Nation. Sie löste sich Ende 1969 auf; zur gleichen Zeit formierte Mick Farren von den Pink Fairies die Gruppe Shagrat, der sich Wallis anschloss. Farren verließ die Band schnell wieder. Shagrat nahm einige Demobänder auf und spielte im Juli 1970 beim Phun City Festival. Wenig später verließ Wallis die Band und schloss sich Blodwyn Pig an, die ihren Namen gerade in Lancaster’s Bombers und dann in Lancaster geändert hatten. Es war allerdings ein kurzes Gastspiel, da sich die Band im September 1970 bereits trennte. 1972 tourte er ein halbes Jahr mit einer frühen Inkarnation der Band UFO.
Von UFO ging es im November 1972 wieder zu den Pink Fairies, deren Album Kings of Oblivion die ersten offiziellen Aufnahmen von Wallis enthält. Nachdem die Fairies ab April 1974 pausierten, wurde er vom Hawkwind-Bassisten Lemmy Kilmister als Gitarrist für dessen neue Band Motörhead engagiert. Wallis fuhr nun zweigleisig: Neben Motörhead galt sein Augenmerk weiter den Pink Fairies. Eine kurze Wiedervereinigung gab es im Juli 1975 für ein Konzert im Londoner Roundhouse. Das Konzert wurde 1982 von Chiswick Records als LP herausgebracht. Mit Motörhead nahm er 1975/1976 ein weiteres Album, On Parole, auf, das aber zunächst unveröffentlicht blieb.
Als im Februar 1976 „Fast Eddie“ Clarke als Gitarrist zu Motörhead stieß, stieg Wallis aus und konzentrierte sich wieder ganz auf die Pink Fairies. Mit ihnen brachte er im September 1976 die Single Between the Lines bei Stiff Records heraus. Im selben Monat spielte er bei einem einmaligen Konzert mit Thin-Lizzy-Mitgliedern. In der sechsköpfigen Band standen mit Wallis, Scott Gorham, Gary Moore und Brian Robertson vier bekannte Gitarristen, dazu Phil Lynott am Bass und Rat Scabies von The Damned am Schlagzeug.
Wallis arbeitete danach als Produzent für Stiff Records. Im November 1977 veröffentlichte er seine von Nick Lowe produzierte erste Solosingle Police Car und deren B-Seite On Parole – der Song, den er schon mit Motörhead aufgenommen hatte. Mit Lowe und dessen Rockpile-Kollegen Dave Edmunds sowie Sean Tyla bildete Wallis auch die Band The Takeaways (für eine einzige Aufnahme, Food, die auf dem Stiff-Kompilations-Album A Bunch of Stiff herauskam). Stiff schickte 1977 seine bekanntesten Künstler auf Tour: Ian Dury & the Blockheads, Elvis Costello & the Attractions, Wreckless Eric, Nick Lowe (mit Dave Edmunds) und eben Larry Wallis. Die Besetzungen der jeweiligen Bands bei dieser Live-Stiffs-Tour waren relativ fließend. Das Ergebnis ist auf der LP Live Stiffs Live zu hören. 1977 erschien bei Stiff die von Wallis produzierte EP Screwed Up von Mick Farren & the Deviants. Außerdem produzierte er u. a. für Stiff Records die erste LP von Wreckless Eric. Nachdem er 1978 die Farren-LP Vampires Stole My Lunch Money produziert hatte, ging er mit diesem unter dem Bandnamen Good Guys auf Tour. Im März 1979 spielte er mit Wayne Kramer (ex MC5) einige Konzerte in Großbritannien.
Im Februar 1982 stellte Wallis zum ersten Mal eine eigene Band zusammen: Larry Wallis & the Death Commandos of Love. Zwei Jahre später arbeitete er erneut mit Mick Farren. Der hatte The Deviants reaktiviert, um ein Livealbum, Human Garbage, aufzunehmen. 1987 wurden die Pink Fairies für das Album Kill 'em & Eat 'em wiederbelebt. 1991 veröffentlichte Wallis mit dem Dr.-Feelgood-Bassisten Phil Mitchell und dem Drummer Chris North als Redbyrds eine Mini-LP, Truth Justice and a Wholesome Packed Lunch. 1995 spielte er auf der LP Live in Concert von The Stranglers and Friends. Wallis’ erstes Soloalbum, Death in the Guitarfternoon, kam 2002 in die Plattenläden. Nach dem Tod von Lee Brilleaux nahm Wallis neben Eddie & the Hot Rods an Tribute-Konzerten für den Dr.-Feelgood-Gründer teil. Er war im Laufe der Zeit ein guter Freund der Band geworden; die Feelgoods nahmen mindestens zwei Larry-Wallis-Songs auf: As Long as the Price Is Right und I Love You So You’re Mine; außerdem war er Co-Autor von Close But No Cigar.
Larry Wallis starb im September 2019 im Alter von 70 Jahren.

## Diskografie

### Alben als Musiker
- 1973: Pink Fairies – Kings of Oblivion
- 1975: Pink Fairies – Flashback (Kompilation)
- 1977: Wreckless Eric – Wreckless Eric (Album-Titel der deutschen Veröffentlichung: A Louder Silence)
- 1979: Motörhead – On Parole
- 1982: Pink Fairies – At the Roundhouse
- 1984: Mick Farren & the Deviants – Human Garbage (live at Dingwalls)
- 1987: Pink Fairies – Kill 'em & Eat 'em
- 1991: Pink Fairies – At the Roundhouse / Previously Unreleased
- 1992: Redbyrds – Truth Justice and a Wholesome Packed Lunch
- 1995: The Stranglers and Friends – Live in Concert
- 2002: Larry Wallis – Death in the Guitarfternoon

### Tracks auf Kompilationen
- 1972: Glastonbury Faire (Pink Fairies)
- 1977: A Bunch of Stiffs (The Takeaways)
- 1978: Live Stiffs Live (Larry Wallis’ Psychedelic Rowdies, Nick Lowe’s Last Chicken in the Shop und All)
- 1991: Escape from Oil City (On The Bench)
- 1995: What’s in the Pub in 1996 (Larry Wallis)

### Singles als Musiker
- 1976: Pink Fairies – Between the Lines / Spoiling for a Fight
- 1977: Larry Wallis – Police Car / On Parole

### Alben und Singles als Produzent
- 1977: Mick Farren & the Deviants – Screwed Up (EP)
- 1977: Larry Wallis – Police Car / On Parole (Single)
- 1977: Wreckless Eric – Reconnez Cherie (Single)
- 1977: Wreckless Eric – Wreckless Eric (Album; Titel in Deutschland: A Louder Silence)
- 1977: The Adverts – One Chord Wonders (Single)
- 1977: The Adverts – Gary Gilmore’s Eyes (Single)
- 1978: Mick Farren & the Deviants – Vampires Stole My Lunch Money (Album)
- 1978: Subs – Gimme Your Heart/Party Clothes (Single)
- 1978: Ernie Graham – Romeo (and the Lonely Girl)/Only Time Will Tell (Single)
- 1978: The Members – Solitary Confinement/Rat up a Drainpipe (Single)
- 1978: The Realists – I’ve Got a Heart (Single A-Seite)

## Nachweise
1. ↑  Larry Wallis Death: English guitarist, songwriter and producer has died. In: amarketnews.com. 20. September 2019, abgerufen am 20. September 2019 (englisch).

| Personendaten    | Personendaten                                           |
| ---------------- | ------------------------------------------------------- |
| NAME             | Wallis, Larry                                           |
| KURZBESCHREIBUNG | britischer Rockgitarrist, Songwriter und Musikproduzent |
| GEBURTSDATUM     | 19. Mai 1949                                            |
| GEBURTSORT       | England                                                 |
| STERBEDATUM      | 19. September 2019                                      |